# Kurgaldžin
Kurgaldžin (rusky Кургальджин) je jezero v Akmolské oblasti v centrální části Kazachstánu. Nachází se v rozsáhlé Tengiz-kurgaldžinské propadlině. Má rozlohu 330 km² a průměrnou hloubku 1,6 m a maximální hloubku 2 m. Leží v nadmořské výšce 308 m.

## Pobřeží
Délka pobřeží je 187 km. Severní a východní pobřeží je prudké. Na severní straně dosahuje výšky 4 až 6 m. Západní a jižní je mírné porostlé rákosem.

## Ostrovy
Na jezeře se nachází přibližně 40 ostrovů. Největší jsou Aral-Tjube, Kokpekty a Žar-Tjube. Vyskytují se zde i plovoucí ostrovy.

## Vodní režim
Zdroj vody je sněhový. Do jezera ústí řeka Nura a na jaře, kdy je množství vody největší, řeka Nura z Kurgaldžinu odtéká do jezera Tengiz.

## Vlastnosti vody
Slanost vody není stejná v různých částech jezera. Poblíž ústí Nury je voda sladká, v ostatních částech mírně slaná.

## Fauna
Jezero je bohaté na ryby (karas, kapr, štika, lín, jelec, okoun). Na plovoucích ostrovech se usazují hlučné kolonie racků a rybáků a hnízdí zde potápky a kachny.

## Ochrana přírody
Jezero je součástí Kurgaldžinské rezervace, která má rozlohu 5 431 km² a jejíž část je součástí světového přírodního dědictví UNESCO (viz heslo Sarjarka). Ta byla vytvořena na ochranu hnízdišť růžových plameňáků. Oblast jezera Kurgaldžin byla zapsána v roce 2012 jako první rezervace tohoto druhu na území Kazachstánu na seznam biosférických rezervací UNESCO. Celková rozloha této biosférické rezervace je  1 603 171 ha.